# CS-220
De CS-220 (Carretera Secundaria 220) is een secundaire weg in Andorra. De weg verbindt Encamp met Els Cortals en is ongeveer 6,5 kilometer lang.